# Lysiteles punctiger
Lysiteles punctiger är en spindelart som beskrevs av Ono 200. Lysiteles punctiger ingår i släktet Lysiteles och familjen krabbspindlar.
Artens utbredningsområde är Bhutan. Inga underarter finns listade i Catalogue of Life.